# Carl M. Bender
Carl M. Bender (* 1943) ist ein US-amerikanischer Physiker, der sich mit angewandter Mathematik und mathematischer Physik beschäftigt.

## Leben
Bender studierte Physik an der Cornell University (Bachelorabschluss summa cum laude 1964) und an der Harvard University, wo er 1965 seinen Master-Abschluss machte und 1969 bei Sidney Coleman promoviert wurde. 1969/70 war er am Institute for Advanced Study und danach am Massachusetts Institute of Technology, wo er 1970 Assistant Professor und 1973 Associate Professor wurde. Seit 1977 ist er Professor an der Washington University. Er war unter anderem Gastprofessor am Imperial College in London (1986/87, 1995/96, 2003/2004, ab 2006), am Technion (1995) und Berater des Los Alamos National Laboratory (LANL, ab 1979). Seit 2007 ist er Professor an der Ruprecht-Karls-Universität Heidelberg.

## Werk
Bender befasste sich unter anderem mit Quantenfeldtheorie, Störungstheorie hoher Ordnung beim anharmonischen Oszillator (mit Tai Tsun Wu,) und halbklassische Methoden, Entwicklung neuer störungstheoretischer Methoden in der Quantenmechanik und Quantenfeldtheorie (wie Entwicklung in der Raumdimension, dimensional expansions, Finite-Elemente-Methoden, Delta Expansion). Mit Steven Orszag schrieb er ein Buch über Mathematik für Naturwissenschaftler und Ingenieure.
1998 führte er PT-symmetrische Quantenmechanik ein. PT steht dabei für Raum- und Zeitspiegelungssymmetrie. Es handelt sich um eine Art Fortsetzung der Quantenmechanik ins Komplexe mit nicht hermiteschem Hamiltonoperator (Komplexe Quantenmechanik nach Bender), wobei Bender 1998 zeigte, dass auch dann das Spektrum reell und positiv sein konnte und er zeigte 2002 auch, dass eine unitäre Zeitentwicklung konstruiert werden kann. Bender sieht das als eine flexiblere Formulierung der Quantenmechanik mit Möglichkeiten zur einfacheren Berechnung und neuen Perspektiven (Dunkle Energie, Theorien mit Differenz der Masse von Teilchen und Antiteilchen, neue Interpretation der Geistzustände in einigen Modellen der Quantenfeldtheorie). Er untersuchte auch komplexifizierte Systeme der klassischen Mechanik wie das Pendel.
1972 bis 1977 war er Sloan Research Fellow, 2003 bis 2004 Guggenheim Fellow, 1995 Fulbright Fellow und außerdem war er 2006/2007 Ulam Fellow am LANL. Er ist Fellow des Institute of Physics und der American Physical Society, die ihm für 2017 ihren Dannie-Heineman-Preis für mathematische Physik zusprach. 2025 wurde Bender zum Mitglied der American Academy of Arts and Sciences gewählt.

## Schriften
- mit Steven Orszag: Advanced Mathematical Methods for Scientists and Engineers. Band 1 (Asymptotic methods and perturbation theory). Springer 1999 (die Vorläufer-Ausgabe in einem Band erschien 1978 bei McGraw Hill)